# قشرة ذوقية
القِشْرِيَّةُ الذَّوقِيَّة الأوليِّة هي بنية دماغية مسؤولة عن إدراك الذوق. ويتكون من بنيتين أساسيتين: الفص الجزيري الأمامي على الفص الجزيري والوِصادُ الجَبْهِيّ [الإنجليزية] على التلفيف الجبهي السفلي للفص الجبهي. وبسبب تكوين القشرة الذوقية الأولية، يشار إليها أحيانا في مُؤَلَّفات باسم AI/FO (الجزيرةُ الأمامية/الوِصادُ الجَبْهِيّ). باستخدام تقنيات تسجيل الوحدات خارج الخلية، أوضح العلماء أن الخلايا العصبية في AI/FO تستجيب للحلاوة والملوحة والمرارة والحموضة، وتقوم بالترمز إلى شدة التحفيز على التذوق.